# Acinonyx
Az Acynonix a ragadozók rendjébe, azon belül a macskafélék családjába tartozó nem.
Egyetlen élő képviselője a gepárd (A. jubatus).
A nemet a macskafélék (Felidae) családján belül a macskaformák (Felinae) alcsaládjába sorolják. Egy ideig az a nézet volt elterjedt, hogy nem tartozik a macskaformák közé, hanem önálló alcsaládot, a gepárdformák (Acinonychinae) alcsaládját képezi, mivel fajai sok tulajdonságában eltérnek a többi macskaformák közé sorolt fajtól. A kutatások szerint azonban ezek ellenére is a macskaformák közé sorolandó, ezt támasztják alá a legújabb DNS-vizsgálatok is, melyek szerint az Acinonyx legközelebbi élő rokona a Puma nem, ahová a puma és a jaguarundi tartozik.

## Fajok
- †Acinonyx aicha Geraads, 1997
- †Acinonyx intermedius Thenius, 1954
- gepárd (Acinonyx jubatus) Schreber, 1775
- †Acinonyx kurteni Christiansen & Mazák, 2008[4]
- †Acinonyx pardinensis Croizet & Joubert, 1828